# بيرسي سليدج
بيرسي سليدغ (بالإنجليزية: Percy Sledge)‏ (مواليد 25 نوفمبر 1940 - الوفاة 14 أبريل 2015) هو مغني أمريكي من أصول أفريقية يُغني أنواع مُتعددة من الموسيقى منها ريذم أند بلوز، السول، والغوسبل. إشتُهر سنة 1966 بأُغنية "عندما يحب رجل امرأة" (When a Man Loves a Woman) وحَصلت على المركز الأول في تصنيف بيلبورد هوت 100.

## الوفاة
وتوفّي المُغني في 20 أبريل 2015 في باتون روج (لويزيانا)، بعد معركة طويلة مع مرض سرطان الكبد.

## وصلات خارجية
- بيرسي سليدج على موقع IMDb (الإنجليزية)
- بيرسي سليدج على موقع الموسوعة البريطانية (الإنجليزية)
- بيرسي سليدج على موقع ميوزك برينز (الإنجليزية)
- بيرسي سليدج على موقع رولينغ ستون (الإنجليزية)
- بيرسي سليدج على موقع إن إن دي بي (الإنجليزية)
- بيرسي سليدج على موقع أول ميوزيك (الإنجليزية)
- بيرسي سليدج على موقع ديسكوغز (الإنجليزية)
- بيرسي سليدج على موقع قاعدة بيانات الفيلم (الإنجليزية)

- الموقع الإلكتروني